# ケイコ 目を澄ませて
『ケイコ 目を澄ませて』（ケイコ めをすませて）は2022年12月16日に公開された日本映画。監督は三宅唱、主演は岸井ゆきの。

## 概要

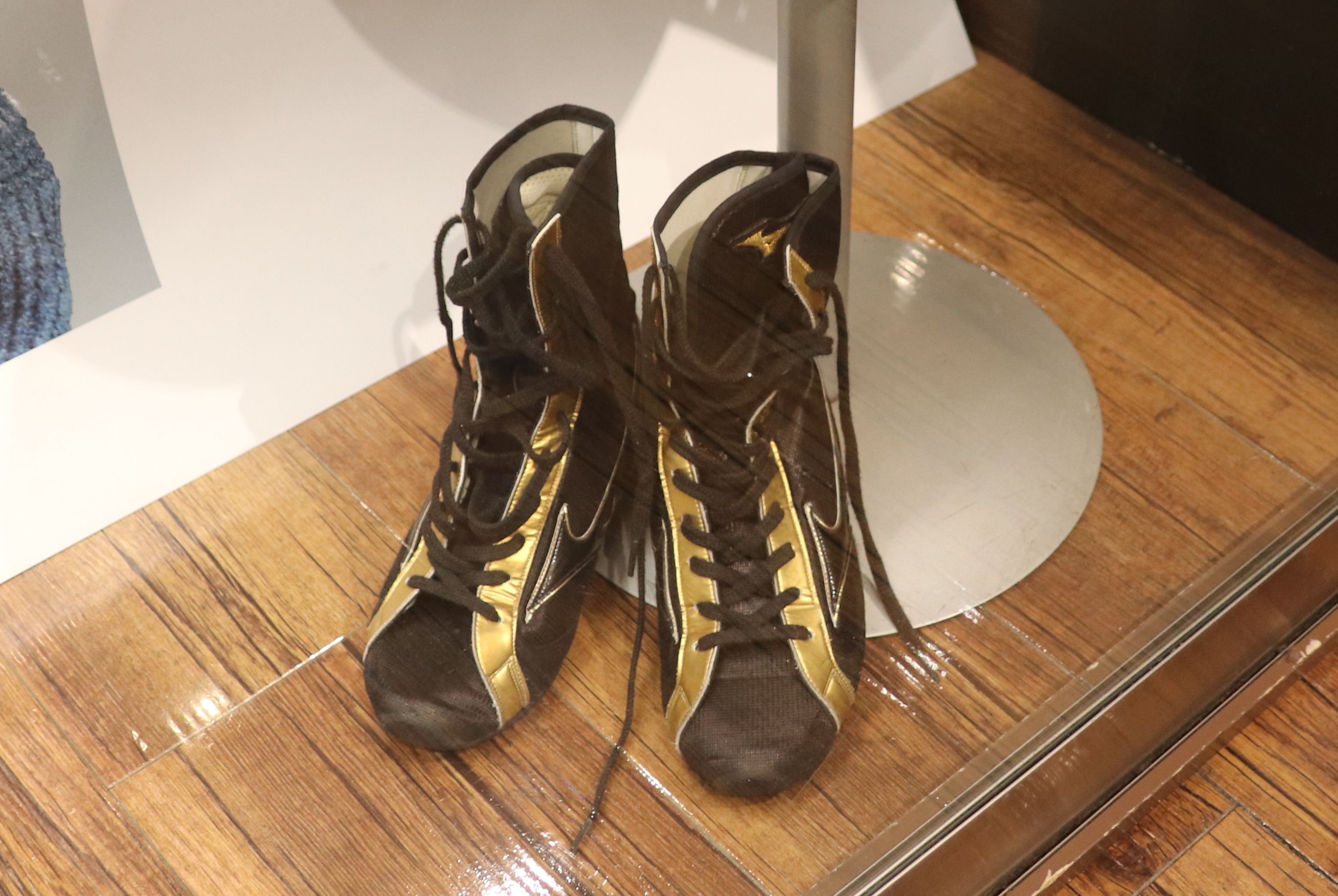
劇中使用リングシューズ

2013年までに4戦を戦った、聴覚障害を抱える元プロボクサー・小笠原恵子の自伝『負けないで!』を原案とする。今回の題材に合致しているという理由と、回数制限があるフィルムを選ぶことでフレッシュな状態で撮影できるという考えから、16ミリフィルムで撮影された。

2022年12月6日にテアトル新宿で先行特別上映会が行われ、監督の三宅、主演の岸井とともに、出演者でボクシング指導・監修も行った松浦慎一郎、ボクシング経験者の南海キャンディーズ・山崎静代、原案の小笠原が登壇した。

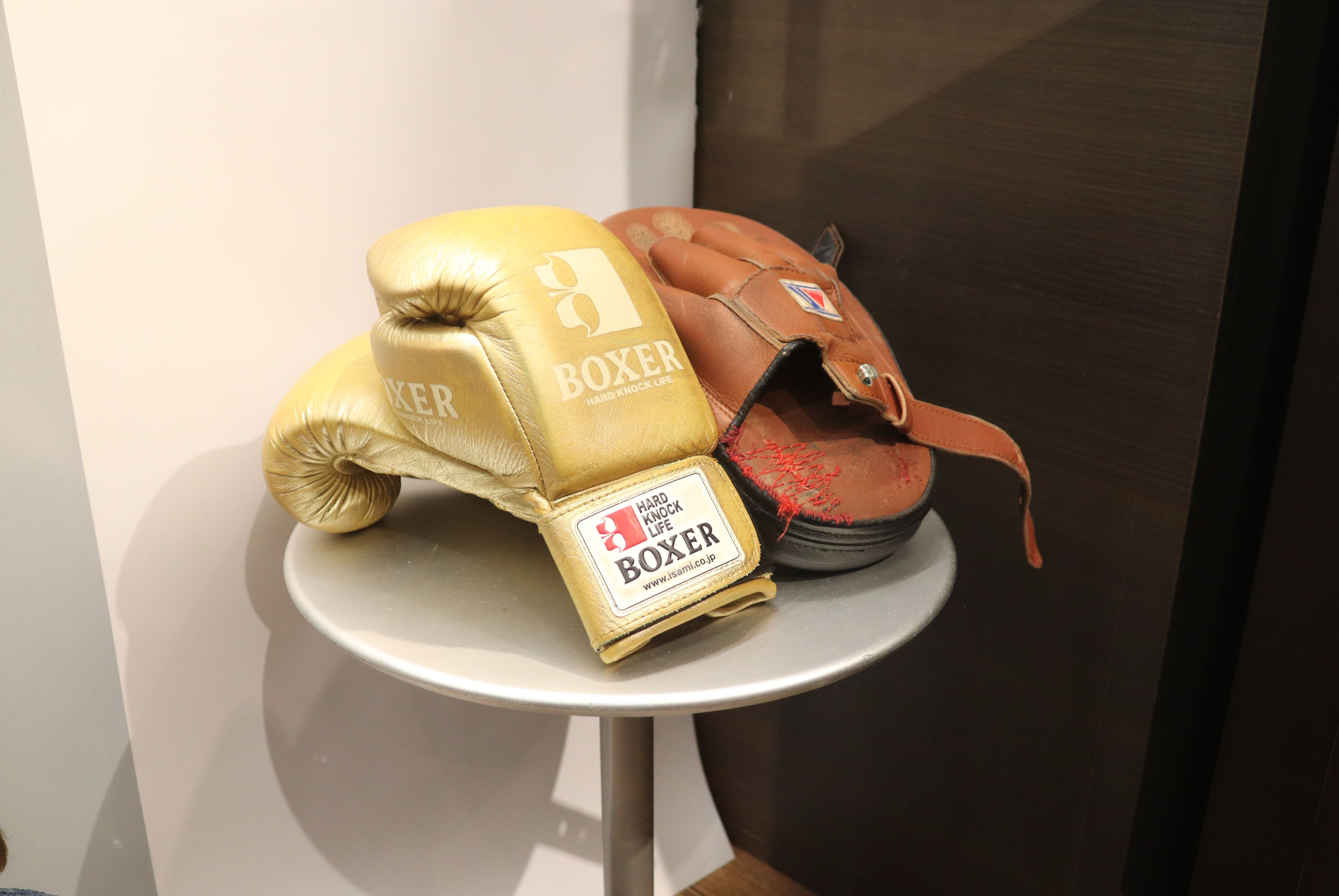
劇中使用グローブ

## あらすじ
2020年、東京。主人公の小河ケイコは、先天性の聴覚障害を持ちながらも、下町のボクシングジムに通うプロボクサーである。デビュー戦から第2戦まで勝利を収めるものの、母の喜代実からは「いつまで続ける気?」と問われる。ケイコ自身も、ボクシングを続けるかどうかの葛藤に悩まされている。ジムの休会を願う手紙を書いたものの、ジムの会長に出すこともできずにいる。そんなある日、ケイコはジムが閉鎖されると知り、次第に心が揺れ始める。

## キャスト
小河ケイコ
演 - 岸井ゆきの
聴覚障害を持つプロボクサー。
笹木克己
演 - 三浦友和
荒川ボクシングジム会長。
林誠
演 - 三浦誠己
荒川ボクシングジムトレーナー。
松本進太郎
演 - 松浦慎一郎
同トレーナー。
小河聖司
演 - 佐藤緋美
ケイコの弟。
小河喜代実
演 - 中島ひろ子
ケイコの母
会長の妻
演 - 仙道敦子
克己の妻。
花
演 - 中原ナナ
聖司の恋人
記者
演 - 足立智充
ケイコの記事を書くため会長に取材する。
警官
演 - 礒部泰宏、清水優
ケイコに職務質問する。
後輩
演 - 丈太郎
ホテルの客室清掃員としてケイコが働く職場の後輩。
練習生
演 - 安光隆太郎（役名：隆太郎）、柴田貴哉（役名：貴哉）、橋野純平、石橋侑大、宮田佳典
荒川ジムの練習生。
五島ゆみ江
演 - 渡辺真起子
五島ジム会長。
医師
演 - 中村優子
会長の主治医。
清掃員
演 - 南瑠霞
手話の達者なホテルのケイコと同僚の客室清掃員。
葉月、瞳
演 - 長井恵里、山口由紀
ケイコの同級生の友人。すべて手話で会話する。
カメラマン
演 - 佐藤五郎
試合後にケイコを撮影する。
コンビニ店員
演 - 岩井克之

狩野ほのか
演 - 狩野ほのか
ケイコの対戦相手。
セコンド
演 - 草壁岳也、木村知貴
狩野ほのかのセコンド。
大塚沙耶香
演 - 青木沙耶香
ケイコの対戦相手。
セコンド
演 - カトウシンスケ
大塚沙耶香のセコンド。
トレーナー
演 - 武田祐一
五島ジムのトレーナー。
その他
演 - 椿弓里奈、森本のぶ、門間航、菊池和澄、酒井雅秋、渡部芳宏、益田健太郎、松原暢宏、三溝浩二、内田十四貞、山口琢磨、山根嘉夏、三浦成道、峰岸大、竹村一浩、守屋海、シム・ジェウン、小林武尊、三浦田、中川チエ・蓮

## スタッフ
- 原案 - 小笠原恵子『負けないで!』（創出版）
- 監督 - 三宅唱
- 脚本 - 三宅唱、酒井雅秋[2][7][9]
- 製作 - 狩野隆也、五老剛、小西啓介、古賀俊輔[7][9]
- エグゼクティブプロデューサー - 松岡雄浩、飯田雅裕、栗原忠慶[7][9]
- 企画・プロデュース - 長谷川晴彦[7][9]
- チーフプロデューサー - 福嶋更一郎[7][9]
- プロデューサー - 加藤優、神保友香、杉本雄介、城内政芳[7][9]
- French Coproducer - Masa Sawada[9]
- 撮影 - 月永雄太[7][9]
- 照明 - 藤井勇[7][9]
- 録音 - 川井崇満[7][9]
- 整音 - 伊藤裕規[7]
- 美術 - 井上心平[7][9]
- 装飾 - 渡辺大智[7][9]
- 衣装 - 篠塚奈美[7][9]
- ヘアメイク - 望月志穂美、遠山直美[7][9]
- ボクシング指導 - 松浦慎一郎[7][9]
- 手話指導 - 堀康子、南瑠霞[7][9]
- 手話監修 - 越智大輔[7][9]
- 編集 - 大川景子[7][9]
- 音響効果 - 大塚智子[7][9]
- 助監督 - 松尾崇[7][9]
- 制作担当 - 大川哲史[7][9]
- 助成 - AFF (ARTS for the future!)
- 配給 - ハピネットファントム・スタジオ[2][7][9]
- 制作プロダクション - ザフール[2][9]
- 製作 - 「ケイコ 目を澄ませて」製作委員会（メ〜テレ、朝日新聞社、ハピネットファントム・スタジオ、ザフール）[9]

## 受賞
- 第36回 高崎映画祭 最優秀作品賞
- 第77回毎日映画コンクール 日本映画大賞[19]
- 第96回キネマ旬報ベスト・テン 日本映画作品賞（ベスト・テン第1位）[20]
- 第46回日本アカデミー賞 最優秀主演女優賞
- 第32回日本映画批評家大賞 監督賞
- 第45回ヨコハマ映画祭[21][22]
  - 2023年度日本映画ベストテン第1位
  - 作品賞
  - 審査員特別賞（松浦慎一郎）